# Damian Lillard
Damian Lamonte Ollie Lillard Sr. (ur. 15 lipca 1990 w Oakland) – amerykański koszykarz oraz raper (pod nazwą Dame D.O.L.L.A.) występujący na pozycji rozgrywającego. Od 28 września 2023 roku zawodnik Milwaukee Bucks.
Karierę koszykarską rozpoczął podczas studiów na uniwersytecie Weber State. Po ukończeniu studiów zgłosił się do draftu NBA 2012, w którym to został wybrany z numerem 6 przez Portland Trail Blazers. Podczas Weekendu Gwiazd NBA 2013 wygrał konkurencję Skills Challenge pokonując w finałowej rundzie Jrue Holidaya z czasem 29,8 s. 1 maja 2013 roku zdobył nagrodę dla debiutanta roku.
W sezonie 2012/13 ustanowił rekord sezonu zasadniczego NBA, trafiając 185 celnych rzutów za 3 punkty, jako debiutant.
2 maja 2014, w ostatniej sekundzie meczu nr 6 pierwszej rundy play-offów 2014, Lillard trafił rzut trzypunktowy, który dał jego drużynie zwycięstwo 99–98 nad Houston Rockets i awans do półfinałów Konferencji Zachodniej. 4 czerwca 2014 został wybrany do trzeciej piątki All-NBA Team za sezon 2013/14.
20 lutego 2016, w wygranym 137–105 meczu z Golden State Warriors, Lillard ustanowił nowy rekord kariery zdobywając 51 punktów.
Damian Lillard zdobył 262 punkty w pierwszych ośmiu spotkaniach sezonu zasadniczego 2016/2017. Ostatnim zawodnikiem z podobnym dorobkiem punktowym był Kobe Bryant, w pierwszych ośmiu meczach sezonu 2009/2010 zdobył 264 punkty. 28 stycznia 2017 roku Lillard dołączył do Michaela Jordana i LeBrona Jamesa jako jeden z trzech zawodników, którzy zdobyli 8000 punktów i 2000 asyst w swoich pierwszych pięciu sezonach. 8 kwietnia 2017, w wygranym 101-86 meczu z Utah Jazz ustanowił klubowy rekord zdobywając 59 punktów. Wyrównał również swój rekord kariery - 9 celnych rzutów za 3. Był to jego 27 mecz w sezonie, w którym zdobył 30 lub więcej punktów, co również jest nowym rekordem klubu.
28 września 2023 został oficjalnie ogłoszony nowym zawodnikiem Milwaukee Bucks. Został wymieniony przez Portland Trail Blazers. W transakcji wzięli jeszcze udział Phoenix Suns. Suns zapewnili sobie pierwszy numer w drafcie w 2029 roku.

## Życie prywatne
Lillard jest raperem, znanym jako Dame D.O.L.L.A. 21 października 2016 wydał debiutancki album The Letter O.

## Osiągnięcia
Stan na 1 czerwca 2024, na podstawie, o ile nie zaznaczono inaczej.

### NCAA
- Mistrz sezonu zasadniczego konferencji Big Sky (2009, 2010)
- Koszykarz Roku Konferencji Big Sky (2010, 2012)[12]
- Najlepszy pierwszoroczny zawodnik konferencji Big Sky (2009 – Big Sky Freshman of the Year)
- Zaliczony do:
  - I składu:
    - Big Sky (2009, 2010, 2012)
    - turnieju:
      - Big Sky (2010, 2012)
      - Great Alaska Shootout (2011)

  - III składu All-American (2012 przez AP, NABC)

### NBA
- MVP:
  - NBA All-Star Game (2024)[13]
  - letniej ligi NBA (2012)
- Debiutant roku NBA (2013)[14]
- Laureat nagród:
  - J. Walter Kennedy Citizenship Award (2019)[15]
  - Twyman–Stokes Teammate Award (2021)[16]
- Wielokrotnie powoływany do udziału w meczu gwiazd NBA (2014, 2015[a], 2018, 2019[18], 2020[19][b], 2021[21], 2023[22], 2024[13])
- Zaliczony do:
  - I składu:
    - NBA (2018)[23]
    - debiutantów NBA (2013)[24]
    - letniej ligi NBA (2012)

  - II składu NBA (2016, 2019[25], 2020[26], 2021[27])
  - III składu NBA (2014, 2023)
  - składu najlepszych zawodników w historii NBA, wybranego z okazji obchodów 75-lecia istnienia ligi (2021)[28]
- Zwycięzca konkursu:
  - rzutów za 3 punkty (2023, 2024)[29][30]
  - Skills Challenge (2013, 2014)
- Uczestnik:
  - Rising Stars Challenge (2013, 2014)
  - konkursu:
    - rzutów za 3 punkty (2014, 2019, 2023)
    - wsadów (2014)
- Zawodnik:
  - miesiąca konferencji zachodniej (marzec 2017)[31]
  - tygodnia (17.11.2014, 2.03.2015, 20.03.2017)
- Debiutant miesiąca (listopad, grudzień 2012, styczeń-kwiecień 2013)
- Laureat PBWA Magic Johnson Award (2017)

### Reprezentacja
- Mistrz olimpijski (2020)[32]

## Statystyki

### NCAA
| Sezon   | Drużyna     | M   | S5 | MPG  | FG%   | 3P%   | FT%   | RPG | APG | SPG | BPG | PPG  |
| ------- | ----------- | --- | -- | ---- | ----- | ----- | ----- | --- | --- | --- | --- | ---- |
| 2008/09 | Weber State | 31  | –  | 29,4 | 43,4% | 37,4% | 84,1% | 3,9 | 2,9 | 1,1 | 0,2 | 11,5 |
| 2009/10 | Weber State | 31  | –  | 34,3 | 43,1% | 39,3% | 85,3% | 4,0 | 3,6 | 1,1 | 0,1 | 19,9 |
| 2010/11 | Weber State | 10  | –  | 28,5 | 43,8% | 34,5% | 85,7% | 3,8 | 3,3 | 1,4 | 0,2 | 17,7 |
| 2011/12 | Weber State | 32  | –  | 34,5 | 46,7% | 40,9% | 88,7% | 5,0 | 4,0 | 1,5 | 0,2 | 24,5 |
| Razem   |             | 104 |    | 32,3 | 44,6% | 39,0% | 86,7% | 4,3 | 3,5 | 1,3 | 0,2 | 18,6 |

### NBA
Na podstawie Basketball-Reference.com (ang.)

Stan na koniec sezonu 2023/24

#### Sezon regularny
| Sezon   | Drużyna   | M   | S5  | MPG  | FG%   | 3P%   | FT%   | RPG | APG | SPG | BPG | PPG  |
| ------- | --------- | --- | --- | ---- | ----- | ----- | ----- | --- | --- | --- | --- | ---- |
| 2012/13 | Portland  | 82  | 82  | 38,6 | 42,9% | 36,8% | 84,4% | 3,1 | 6,5 | 0,9 | 0,2 | 19,0 |
| 2013/14 | Portland  | 82  | 82  | 35,8 | 42,4% | 39,4% | 87,1% | 3,5 | 5,6 | 0,8 | 0,3 | 20,7 |
| 2014/15 | Portland  | 82  | 82  | 35,7 | 43,4% | 34,3% | 86,4% | 4,6 | 6,2 | 1,2 | 0,3 | 21,0 |
| 2015/16 | Portland  | 75  | 75  | 35,7 | 41,9% | 37,5% | 89,2% | 4,0 | 6,8 | 0,9 | 0,4 | 25,1 |
| 2016/17 | Portland  | 75  | 75  | 35,9 | 44,4% | 37,0% | 89,5% | 4,9 | 5,9 | 0,9 | 0,3 | 27,0 |
| 2017/18 | Portland  | 73  | 73  | 36,6 | 43,9% | 36,1% | 91,6% | 4,5 | 6,6 | 1,1 | 0,4 | 26,9 |
| 2018/19 | Portland  | 80  | 80  | 35,5 | 44,4% | 36,9% | 91,2% | 4,6 | 6,9 | 1,1 | 0,4 | 25,8 |
| 2019/20 | Portland  | 66  | 66  | 37,5 | 46,3% | 40,1% | 88,8% | 4,3 | 8,0 | 1,1 | 0,3 | 30,0 |
| 2020/21 | Portland  | 67  | 67  | 35,8 | 45,1% | 39,1% | 92,8% | 4,2 | 7,5 | 0,9 | 0,3 | 28,8 |
| 2021/22 | Portland  | 29  | 29  | 36,4 | 40,2% | 32,4% | 87,8% | 4,1 | 7,3 | 0,6 | 0,4 | 24,0 |
| 2022/23 | Portland  | 58  | 58  | 36,3 | 46,3% | 37,1% | 91,4% | 4,8 | 7,3 | 0,9 | 0,3 | 32,2 |
| 2023/24 | Milwaukee | 73  | 73  | 35,3 | 42,4% | 35,4% | 92,0% | 4,4 | 7,0 | 1,0 | 0,2 | 24,3 |
| Razem   |           | 842 | 842 | 36,2 | 43,8% | 37,1% | 89,7% | 4,2 | 6,7 | 1,0 | 0,3 | 25,1 |

#### Play-offy
| Sezon | Drużyna   | M  | S5 | MPG  | FG%   | 3P%   | FT%   | RPG | APG  | SPG | BPG | PPG  |
| ----- | --------- | -- | -- | ---- | ----- | ----- | ----- | --- | ---- | --- | --- | ---- |
| 2014  | Portland  | 11 | 11 | 42,4 | 43,9% | 38,6% | 89,4% | 5,1 | 6,5  | 1,0 | 0,1 | 22,9 |
| 2015  | Portland  | 5  | 5  | 40,2 | 40,6% | 16,1% | 78,1% | 4,0 | 4,6  | 0,4 | 0,6 | 21,6 |
| 2016  | Portland  | 11 | 11 | 39,7 | 36,8% | 39,3% | 91,0% | 4,3 | 6,3  | 1,3 | 0,3 | 26,5 |
| 2017  | Portland  | 4  | 4  | 37,8 | 43,3% | 28,1% | 96,0% | 4,5 | 3,3  | 1,3 | 0,5 | 27,8 |
| 2018  | Portland  | 4  | 4  | 40,5 | 35,2% | 30,0% | 88,2% | 4,5 | 4,8  | 1,3 | 0,0 | 18,5 |
| 2019  | Portland  | 16 | 16 | 40,6 | 41,8% | 37,3% | 83,3% | 4,8 | 6,6  | 1,7 | 0,3 | 26,9 |
| 2020  | Portland  | 4  | 4  | 35,8 | 40,6% | 39,4% | 97,0% | 3,5 | 4,3  | 0,5 | 0,3 | 24,3 |
| 2021  | Portland  | 6  | 6  | 41,3 | 46,3% | 44,9% | 94,0% | 4,3 | 10,2 | 1,0 | 0,7 | 34,3 |
| 2024  | Milwaukee | 4  | 4  | 39,0 | 42,0% | 41,7% | 97,4% | 3,3 | 5,0  | 1,0 | 0,0 | 31,3 |
| Razem |           | 65 | 65 | 40,2 | 41,2% | 37,3% | 89,4% | 4,4 | 6,2  | 1,2 | 0,3 | 26,1 |